# Christina von Oranien-Nassau

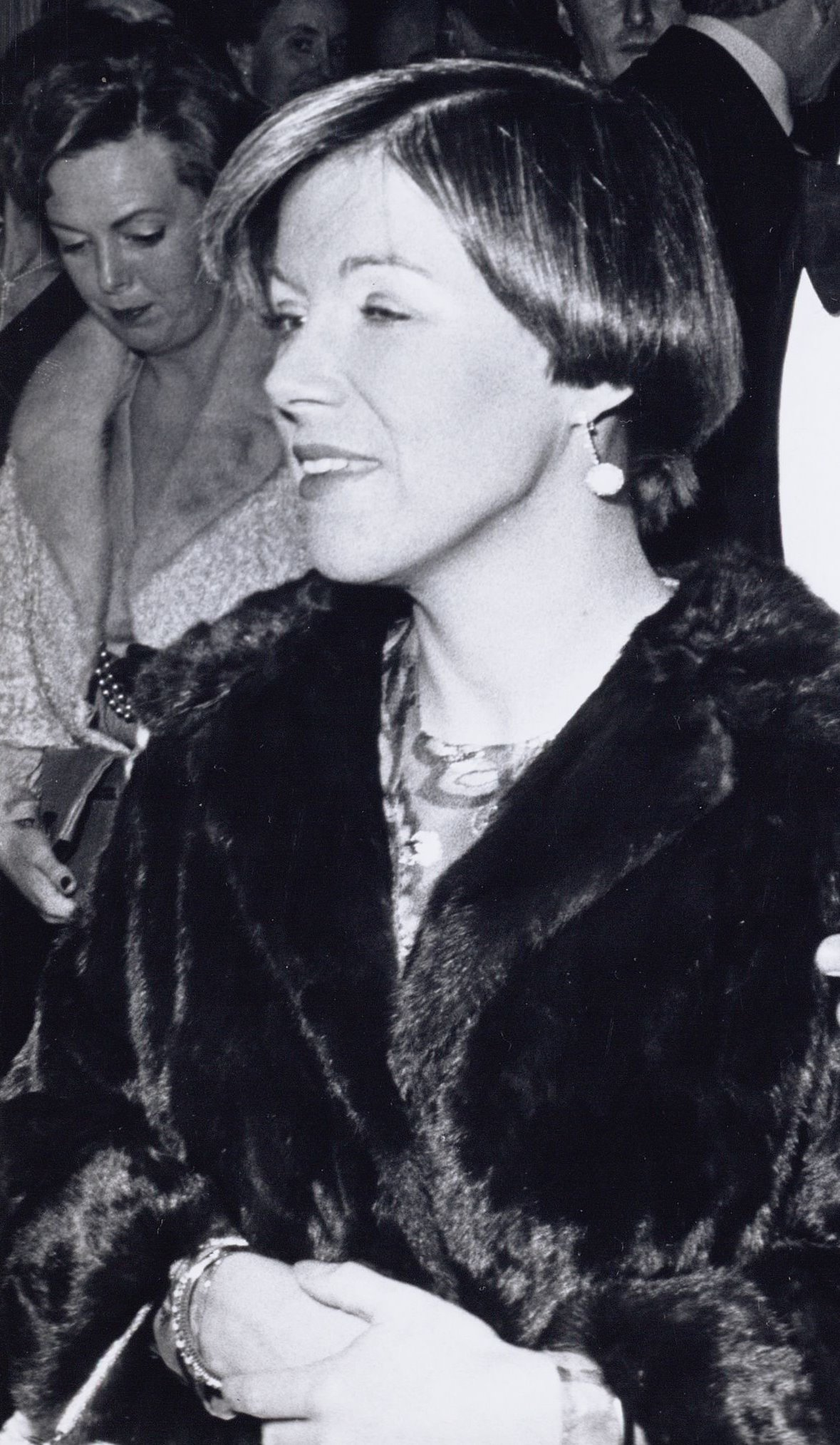
Prinzessin Christina (1976)

Prinzessin Maria Christina der Niederlande (* 18. Februar 1947 im Palais Soestdijk; † 16. August 2019 im Paleis Noordeinde), Prinzessin von Oranien-Nassau, Prinzessin von Lippe-Biesterfeld, war die jüngste der vier Töchter von Königin Juliana der Niederlande und ihrem Ehemann Bernhard zur Lippe-Biesterfeld.

## Leben
Einer ihrer Taufpaten war Winston Churchill. Ihre Mutter hatte während ihrer Schwangerschaft eine Röteln-Erkrankung, was dazu führte, dass die Prinzessin nahezu blind geboren wurde. Im Laufe der Zeit konnte sie aber ihr Sehvermögen mit Spezialbrillen so weit bessern, dass sie die Schule besuchen und ein relativ normales Leben führen konnte. Unabhängig von dieser Behinderung galt sie als intelligentes und fröhliches Kind mit einer besonderen Begabung für Musik. Sie lernte auch schnell Fremdsprachen und fiel bereits als kleines Mädchen bei einem Staatsbesuch des französischen Präsidenten René Coty dadurch auf, dass sie sich fließend mit ihm auf Französisch unterhalten konnte.
Vom Jahr 1963 an benutzte Prinzessin Marijke vornehmlich ihren zweiten Vornamen Christina. Sie nutzte ihre Begabung für Musik und zog im Alter von 21 Jahren nach Kanada, um in Montreal klassische Musik zu studieren. Nach einigen Jahren nahm sie eine Stelle an einer Montessorischule in New York City an. Dort, wo sie ein einfaches Leben unter dem Namen Christina von Oranien führte, traf sie auf den aus Havanna stammenden Exil-Kubaner Jorge Guillermo, einen Lehrer am Addie May Collins Shelter in Harlem.
Um einen möglichen Skandal in den Niederlanden aufgrund seiner katholischen Kirchenzugehörigkeit zu vermeiden, verzichtete Prinzessin Christina, zu dieser Zeit die neunte in der niederländischen Thronfolge, auf ihre und die Rechte ihrer Kinder auf den Thron, bevor sie zum Katholizismus übertrat und am Valentinstag des Jahres 1975 offiziell ihre Verlobung bekanntgab.

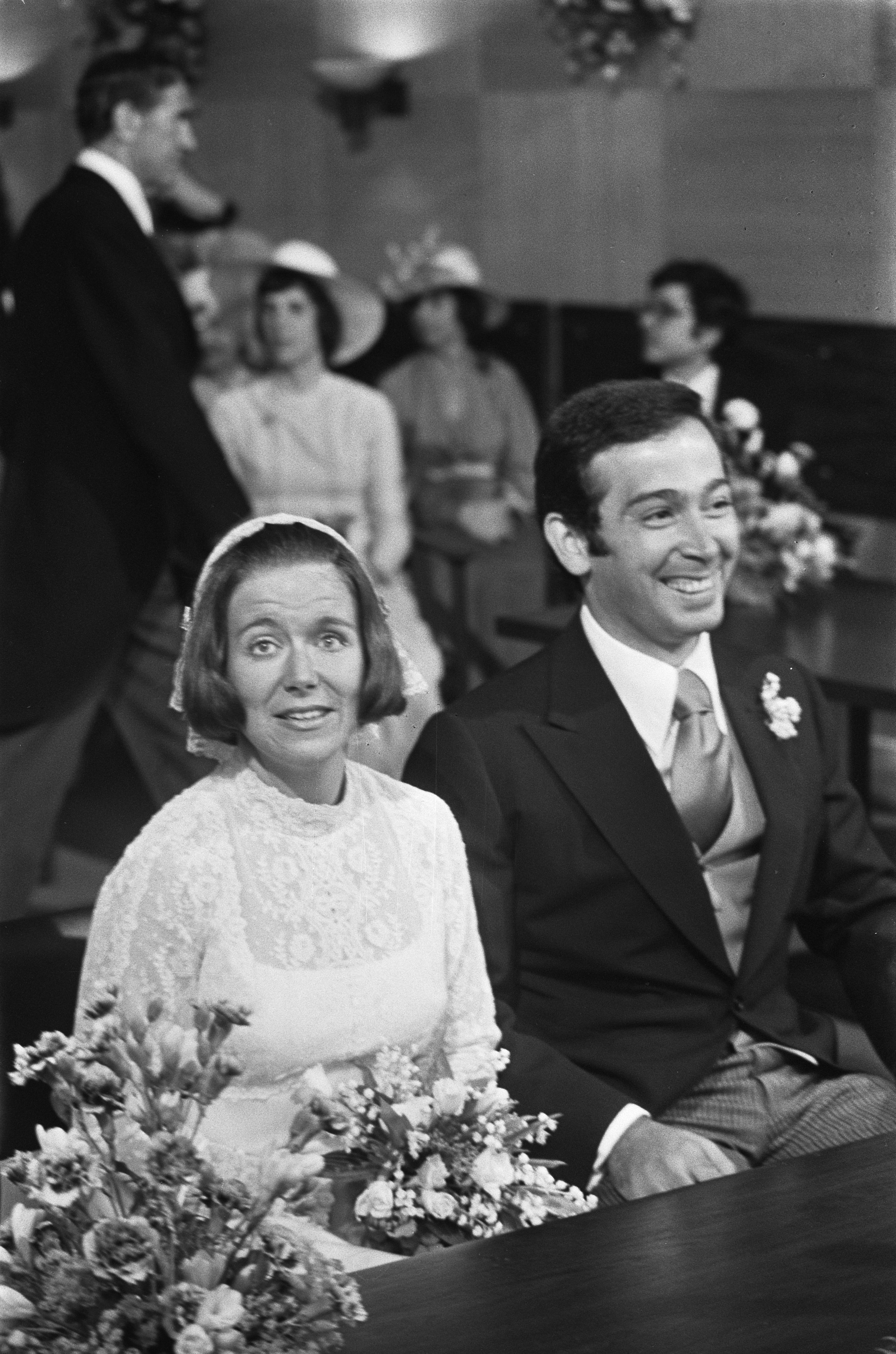
Christina von Oranien-Nassau und Jorge Guillermo (1975)

Am 28. Juni 1975 heiratete das Paar in der Utrechter Kathedrale in den Niederlanden und wurde im Anschluss von tausenden Niederländern bejubelt. Nach seiner Eheschließung entschloss sich das Paar, zunächst in New York zu leben, zog aber später in Christinas Heimat, wo es sich in Wassenaar in der Nähe von Den Haag ein Haus baute. Aus der Ehe gingen drei Kinder hervor: Bernardo, Nicolás und Juliana Guillermo.
Im Jahr 1996 ließ sich Prinzessin Christina scheiden und zog mit ihren Kindern erneut in die Vereinigten Staaten. Nach dem Tod ihrer Mutter lebte sie teils in London, teils in Monte Argentario in Italien.
Als Musikerin nahm sie mehrere CDs auf und lieh dem niederländischen Nachwuchs-Musikwettbewerb „Prinzessin Christina Wettbewerb“ ihren Namen. Sie sang auf den Beisetzungsfeierlichkeiten ihrer Mutter und ihres Vaters und nahm an einem vom Concerte in Monte Argentario (CIMA-Festival) organisierten Gedenkkonzert für Königin Juliana teil.
Christinas ältere Schwester Irene verlor ebenfalls ihre Zugehörigkeit zum Königshaus und wurde von der Thronfolge ausgeschlossen, weil sie ihre Ehe ohne Zustimmung des niederländischen Parlaments eingegangen und zum Katholizismus übergetreten war. Von ihren Schwestern gehört neben der vormaligen Königin Beatrix offiziell nur noch Margriet zum niederländischen Königshaus.
Im Herbst 2017 wurde bei Christina Knochenkrebs diagnostiziert, woran sie im August 2019 im Palais Noordeinde im Alter von 72 Jahren starb.

## Nachkommen
1. Bernardo Federico Tomás Guillermo, (* 17. Juni 1977) ist seit 2009 mit Eva Prinz-Valdes verheiratet. Sie haben zwei gemeinsame Kinder:
  1. Isabel Christina (* 13. April 2009)
  2. Julián Jorge (* 21. September 2011)
2. Nicolás Daniel Mauricio Guillermo, (* 6. Juli 1979)
3. Juliana Edenia Antonia Guillermo, (* 8. Oktober 1981)